# Pinnacola
La pinnacola, pinacola o pinella è un gioco di carte. Non va confusa con il pinnacolo.

## Regole
La pinnacola si gioca con 2 mazzi di 54 carte (52 carte più 2 Jolly), a singoli contrapposti, o coppie contrapposte.
Il mazziere distribuisce 13 carte coperte per ciascun partecipante, mettendo poi il resto del mazzo sul tavolo e scoprendo la prima carta (pozzo).
Ogni giocatore a turno deve pescare una carta dal mazzo, inserirla fra quelle che ha in mano, eventualmente calare una o più combinazioni; in alternativa può pescare dal pozzo una carta, con l'obbligo di giocarla aggiungendo alla mano tutte le carte scartate successivamente ad essa. In entrambi i casi, la mano si conclude scartando una carta. Le carte scartate vanno poste in fila (la nuova carta scartata copre parzialmente la precedente) e non in pila (una sopra l'altra), per dare la possibilità di vedere tutte le carte scartate in ordine.
Ogni giocatore deve formare combinazioni valide da calare sul tavolo o attaccarsi alle proprie combinazioni già calate. Quando il giocatore non può più giocare carte, passa al successivo e così via.
Una combinazione è valida se composta da almeno tre carte in scala dello stesso seme (scala) o tre carte di ugual valore ma tre semi diversi (tris). Entrambe possono essere composte anche da Jolly.
Una combinazione di quattro carte di ugual valore ma quattro semi diversi (senza Jolly) è definita come poker; una scala di almeno sette carte (senza Jolly) è definita come pinnacola (da cui il nome del gioco); una scala che va da Asso ad Asso (senza Jolly) è definita come pinnacolone.
È possibile sostituire i Jolly in gioco, anche degli avversari, con l'obbligo di rigiocarli subito. È prevista la possibilità di un tris / poker di Jolly.
Un giocatore ha l'obbligo di calare almeno una pinnacola e un poker prima di poter chiudere, ossia calare tutte le carte che ha in mano e scartare l'ultima.
La partita è vinta da chi ha accumulato più punti:
- Un Jolly vale 25 punti;
- Un Asso vale 15 punti;
- Dal Re al 6 valgono 10 punti ciascuna;
- Dal 5 al 2 valgono 5 punti ciascuna;
- Un pinnacola raddoppia il punteggio che contiene;
- Un pinnacolone vale 600 punti;
- Un poker di carte dal 2 a 5 vale 40 punti;
- Un poker di carte dal 6 al Re vale 80 punti;
- Un poker d'Assi vale 120 punti;
- Un poker di Jolly vale 600 punti;
- Una chiusura in mano (calare immediatamente le 13 carte iniziali) raddoppia i punti e ne aggiunge 200; se (in coppia) il compagno ha aperto, raddoppia ulteriormente, altrimenti paga una penale di 100 punti;
- Al conto, vanno sottratti i valori delle carte rimaste in mano, secondo il computo precedente.

Se si gioca a coppie, vince la coppia che raggiunge per prima i: 1500, 2000 o 2500 punti in base agli accordi presi ad inizio partita. In genere a coppie si arriva a 1500 punti, mentre due giocatori uno contro l'altro terminano la partita a 1000 punti.

## Varianti
È possibile giocare individualmente.
È possibile dare 19 al posto di 13 carte (giocando in 4).
È possibile usare i due neri come "mattini" (sono come jolly, ma non fanno raddoppiare e non possono essere prelevati dalla combinazione nella quale sono, solo spostati in un'altra posizione).
Si può chiudere il gioco al primo giro.
Una variante prevede l'impossibilità di chiusura in assenza, tra le combinazioni giocate, di un "poker" (ovvero quattro carte dello stesso valore ma seme diverso) e di una "pinnacola" (cioè una scala di carte dello stesso seme che sia composta da sette carte di valore consecutivo, detta in gergo "magnifica" se calata al primo turno di gioco). 
La pinnacola è valida anche in presenza di Jolly qualora il jolly non interrompa la sequenza delle 7 carte. 
Se il giocatore si ritrova con una sola carta in mano ma senza queste due combinazioni obbligatorie, non può chiudere e deve cercare di recuperare carte dal pozzo per avere più probabilità di riuscire a terminare il gioco.
Una variante prevede il pagamento del doppio del valore della matta (jolly) quando la si ha in mano al momento della chiusura di un altro giocatore.

## Conteggio dei punti
- il giocatore che chiude ha diritto a 100 punti;
- le carte dal due al cinque valgono 5 punti;
- le carte dal sei al Re valgono 10 punti;
- gli Assi valgono 15 punti;
- le matte (i Jolly) valgono 25 punti (in variante i jolly 30 e i mattini 20);
- se c'è pinnacola pulita (senza jolly), tutti i punteggi delle carte valgono il doppio;
- in alcune varianti, se c'è pinnacola con almeno 10 carte (senza jolly), tutti i punteggi delle carte valgono il triplo

Punti speciali:
- poker (quattro carte uguali) di carte da 5 punti vale 40 punti;
- poker di carte da 10 punti vale 80 punti;
- poker d'Assi vale 120 punti;
- poker di jolly (anche detto "jollata" o "mattanza") vale 500 punti;
- scala completa da asso ad asso (detta "pinnacolone" o "reale") vale 1500 punti, vittoria della partita e chiusura automatica.